# Hipótesis 1492
Hipótesis 1492 (en el original italiano, Ipotesi 1492) es una historieta de Sergio Toppi, publicada originalmente en el número 88 de la revista "Comic Art" (febrero de 1992). Fue coloreada también por su autor.

## Trayectoria editorial
En España, fue publicada en el núm. 95 de "Zona 84".

## Argumento

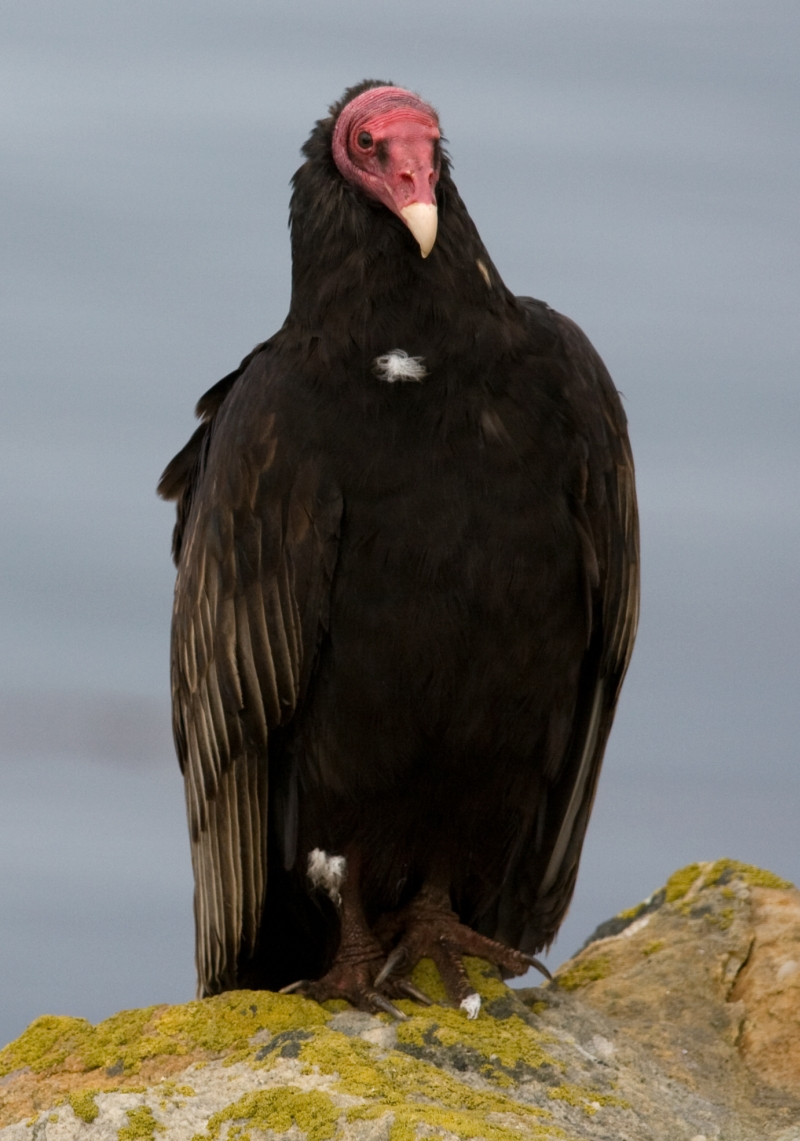
El aura, una especie de buitre propia de las Antillas

Como otras obras de Toppi, Hipótesis 1492 presenta una versión alternativa de la Historia; en este caso, los últimos días en Guanahani de Rodrigo de Triana tras el naufragio de las carabelas de Colón. Todo ello desde el punto de vista de Zemitawani, el buitre vigía del cacique de la isla, lo cual permite a su autor despojar de toda grandilocuencia al Descubrimiento de América. Nótese que la historieta fue publicada justo quinientos años después de tal hecho.
Véase 